# Jack Ham
Jack Raphael Ham, Jr. (nacido el 23 de diciembre de 1948 en Johnstown, Pensilvania cerca de Pittsburgh) es un exjugador de fútbol americano que se desempeñaba en la posición de linebacker y que jugó para los Pittsburgh Steelers. Es considerado como uno de los más grandes linebackers externos de la historia de la NFL.
Fue tomado en la segunda ronda del reclutamiento de 1971 por los Pittsburgh Steelers en total fue el 34o jugador seleccionado, Ham provenía de la Universidad de Penn State, donde fue categorizado como All-American. Ganó el puesto de apoyador izquierdo en su año de novato. Fue seleccionado como All-Pro por siete años y asistió a ocho Pro Bowls en forma consecutiva.
Fue nombrado el más grande linebacker externo de todos los tiempos por un consorcio de escritores deportivos profesionales, venciendo a Lawrence Taylor por este honor.  Jack Ham fue bendecido con una rapidez tremenda, de acuerdo con el entrenador de los Steelers Chuck Noll: Su compañero de equipo Andy Russell afirmó que era "el Steeler más veloz para las primeras 10 yardas, incluyendo a los wide receivers y a los running backs", esto fue en un equipo que incluía a John Stallworth, Lynn Swann y Frank Lewis. Fue uno de los pocos linebackers externos que podía jugar defensiva contra los pases tan bien como los mejores safeties de la NFL. A pesar de que era un feroz golpeador, era conocido como un jugador al que no se podía engañar y pocas veces estaba mal acomodado dentro de su posición.  Maxie Baughan, otro de los grandes linebackers de la NFL dijo de Ham, "Fue uno de los jugadores más inteligentes que alguna vez jugara en esa posición. Podía diagnosticar las jugadas. No podías engañarlo." 
Las estadísticas de la carrera de Ham incluyen 25 atrapadas de QB, 21 balones sueltos recuperados y 32 intercepciones . Como lo indican estos números, Ham tenía hambre por las jugadas grandes, guiado por uno de los mejores instintos jamás vistos en un apoyador. Ham ganó 4 Super Tazones durante su carrera de 12 años, siempre con los Steelers. 
Ham se retiró del  fútbol profesional en 1982 y comenzó su carrera una personalidad en el mundo de la radio. Actualmente se desempeña como analista deportivo para la cadena Penn State Radio y conduce un show radial en Pittsburgh.  También aparece como analista en la cadena radial Westwood One, lo que es un desarrollo natural para un jugador que se mantiene en contacto con el deporte, aunque a nivel más estratégico.  Jack fue integrado al Salón de la Fama del Fútbol Americano Profesional en 1988 y al Salón de la Fama del Fútbol Americano Universitario en 1990.  Ham y su esposa viven actualmente en los suburbios de Pittsburgh, no tienen hijos.